# Vilariño de Conso
Vilariño de Conso är en kommun i Spanien. Den ligger i provinsen Ourense i den autonoma regionen Galicien i nordvästra delen av landet, 400 km nordväst om huvudstaden Madrid. Antalet invånare är 510 (2024). Arean är 200,23 kvadratkilometer.